# Percy F. Luck
Percy Frère Luck, född 14 februari 1844 i Brighton i England, död 22 december 1915 i Stockholm, var en engelsk importör och grosshandlare, som var verksam i Sverige under större delen av sitt liv.

## Biografi
Efter studier vid Eton anställdes Luck vid Englands största trävarubolag och kom som dess representant till Sverige och Sundsvall. Där gifte han sig med en sågverksägardotter, och startade 1874 egen firma inom trävarubranschen, med kontor i Stockholm. Hans affärsvänner uppmanade honom att införskaffa det engelska te han bjöd på under sina affärsresor, vilket inte fanns att köpa på den svenska marknaden. Han öppnade därför den så kallade Theboden i Cervinska huset vid Malmtorgsgatan. Affärerna gick bra och sortimentet utökades till andra specerier och konserver.
Ett handelsbolag med kontor i London bildades 1880, tillsammans med två landsmän och butiken flyttade till Jacobsgatan 18 Kompanjonerna köptes ut 1890 då bolaget omvandlades till Percy F Luck & Co handelsaktiebolag. Samtidigt startade man egen fabrikation och förädling av importerade råvaror som choklad, torkade och färska frukter, men även konserver av grönsaker från egna odlingar runt om huvudstaden. 1882 hade man öppnat filial på Sturegatan 8 och den följdes av flera nya i staden (15 st fram till 1925). Man expanderade även på landsorten, så som Örebro 1885, Gävle 1897, Uppsala 1899, Karlskrona och Jönköping 1915.
Tack vare goda förbindelser med välkända utländska firmor kunde Luck introducera flera nya artiklar för den svenska marknaden, bland annat bananer på 1890-talet. Inom firman arbetade flera kvinnliga befattningshavare på olika nivåer, vilket var ovanligt för tiden.

## Handelsaktiebolaget

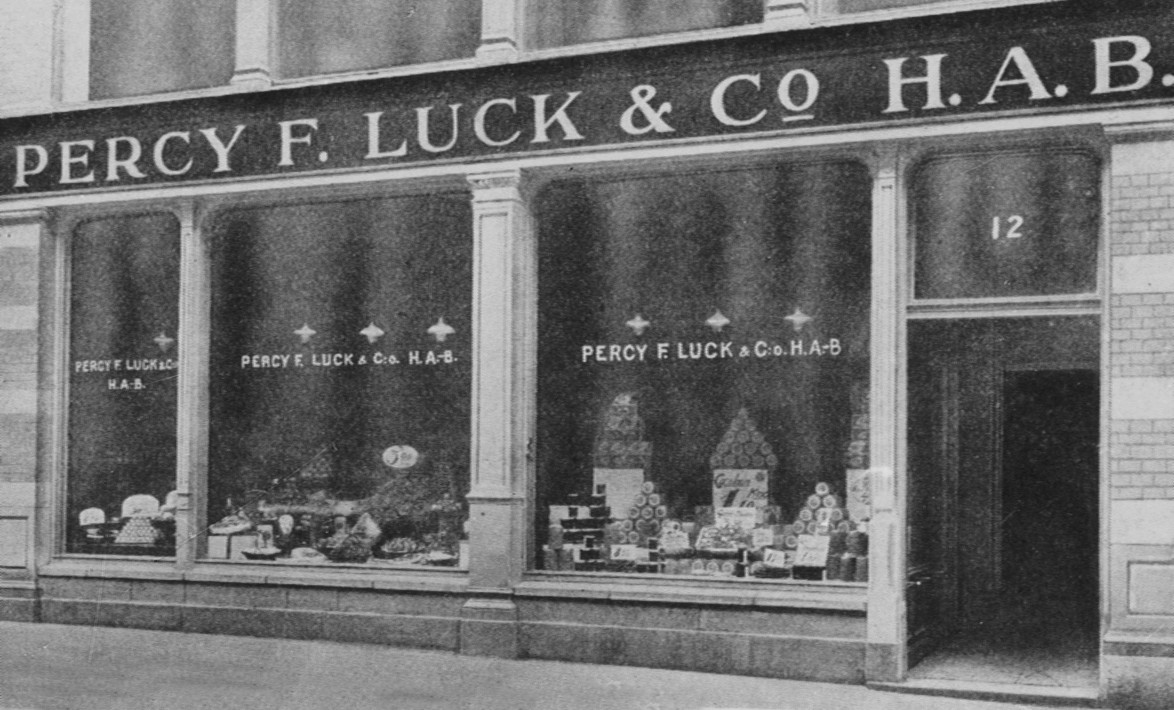
Huvudaffären, Drottninggatan 12, 1925.

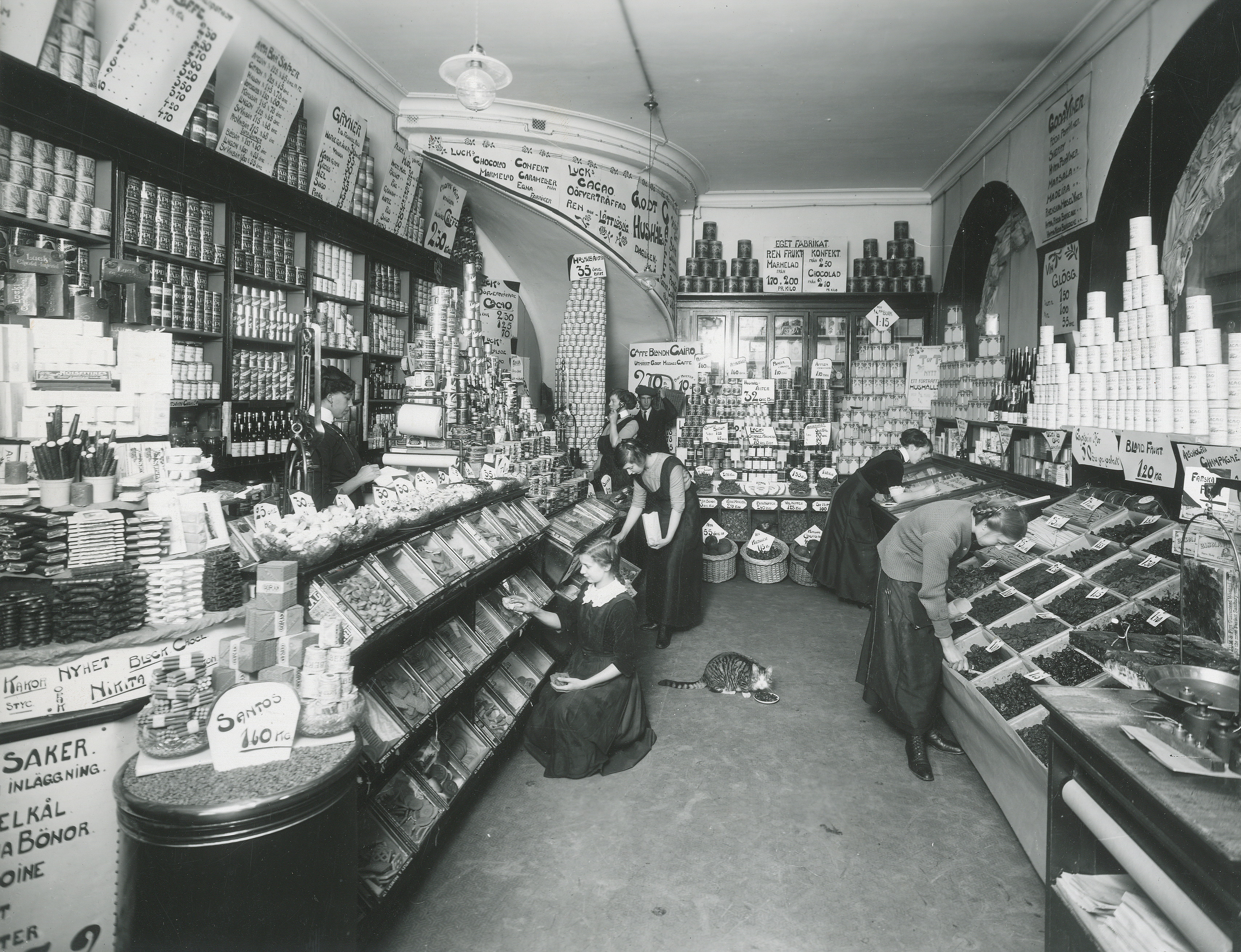
Interiör från 1910 i AB Percy Lucks filial vid Kornhamnstorg 53 i Stockholm.

Percy F. Luck & C:o Handelsaktiebolag, Stockholm (Oriental Tea Depot) grundades i Stockholm år 1875 av grosshandlare Percy Frére Luck. 1903 flyttade aktiebolaget in i egen fastighet vid Saltmätargatan 8 i  hörnet av Tegnérgatan, som inrymde tidsenligt inredda lokaler för kontor, lager och tullnederlag. Till samma fastighet förlades även konserv- och chokladfabrikerna. En filial fanns i kvarteret Lövsångaren på Odengatan 23.
Efter ombildning till aktiebolag leddes firman fortfarande av Mr Luck som verkställande direktör, i vilken egenskap han kvarstod till sin död 1915. Han efterträddes då av sonen, herr Charles Cardale Luck (alias konstnären C. C. Luck), som kvarstod som verkställande direktör till 1919, då han bosatte sig på plantager i Kenya i Afrika, där han intresserat sig för kaffeodling i större skala. Härefter övertogs verkställande direktörsposten av ingenjören H. Hallencreutz, framlidne Mr Lucks måg, som 1906 inträdde i firman och från 1908 var dess kassadirektör.
Under åren 1920-1921 moderniserades firmans kafferosterier samt choklad- och konservfabrikerna genom ombyggnad och anskaffning av moderna maskiner. Kafferosteriet moderniserades ytterligare under år 1928, då amerikanska Huntley Manufacturing Companys patenterade kafferostnings- och rensningsmaskiner installerades. 1929 hade firman 12 försäljningslokaler i Stockholm och 6 i landsorten. Huvudförsäljningslokalen i Stockholm var då inrymd i firmans fastighet Drottninggatan 12. Förutom försäljningen av till branschen hörande artiklar hade firman, jämte sina båda huvudvaror kaffe och te, specialiserat sig på sydfrukter och konserver samt allt som framställes i egna fabriker, såsom choklad och konfektyrer av alla slag, men särskilt av höga kvalitéer. Dessutom lade man in orangemarmelader, sylter, saft och grönsaker med mera.
Aktiebolaget förvärvades sedermera av Nordiska Kompaniet.

## Percy F. Lucks hus vid Saltmätargatan

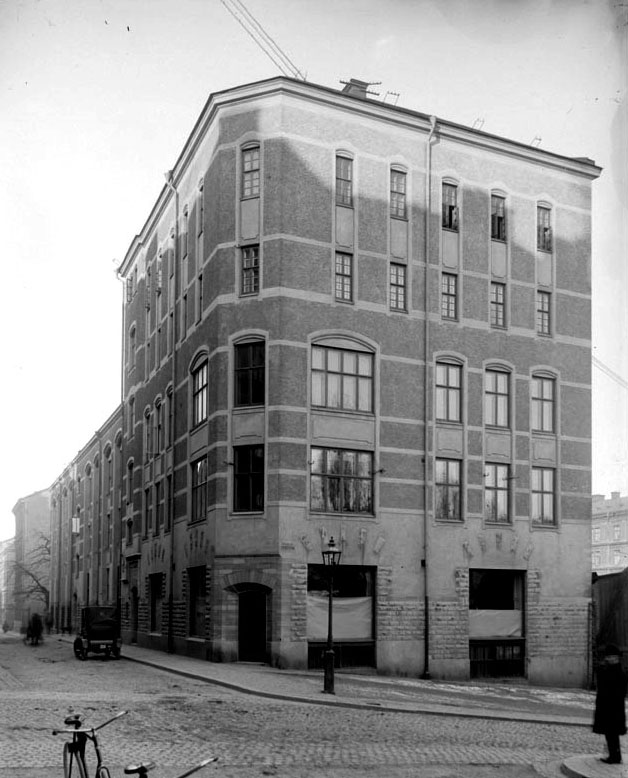
Percy F Lucks hus vid Saltmätargatan

1903 centraliserades den snabbt växande firmans lokaler för kontor, fabrik och lager. På en tomt i kvarteret Stormkransen, vid korsningen Saltmätargatan och Tegnérgatan lät Luck uppföra två byggnader, varav den högre rymde butik och kontor och den lägre byggnadskroppen utmed Saltmätargatan fungerade som fabrik och lager. Arkitekterna Victor Bodin och Bror Almqvist stod för ritningarna.
Byggnaderna står kvar än i dag, men fasaden på kontorshuset är sedan slutet av 1930-talet förenklad.